# Calanthe taenioides
Calanthe taenioides är en orkidéart som beskrevs av Johannes Jacobus Smith. Calanthe taenioides ingår i släktet Calanthe och familjen orkidéer. Inga underarter finns listade i Catalogue of Life.